# Tipula (Platytipula) quiris
Tipula (Platytipula) quiris is een tweevleugelige uit de familie langpootmuggen (Tipulidae). De soort komt voor in het Palearctisch gebied.